# Hahira
Hahira és una població dels Estats Units a l'estat de Geòrgia. Segons el cens del 2000 tenia 1.626 habitants.

## Demografia
Segons el cens del 2000, Hahira tenia 1.626 habitants, 643 habitatges, i 448 famílies. La densitat de població era de 285,4 habitants/km².
Per edats la població es repartia de la següent manera: un 29,4% tenia menys de 18 anys, un 8,1% entre 18 i 24, un 30,4% entre 25 i 44, un 18,4% de 45 a 60 i un 13,8% 65 anys o més.
L'edat mediana era de 32 anys. Per cada 100 dones de 18 o més anys hi havia 80,8 homes.
La renda mediana per habitatge era de 27.946 $ i la renda mediana per família de 37.188 $. Els homes tenien una renda mediana de 27.121 $ mentre que les dones 18.981 $. La renda per capita de la població era de 12.899 $. Entorn del 13,9% de les famílies i el 17,6% de la població estaven per davall del llindar de pobresa.

## Poblacions més properes
El següent diagrama mostra les poblacions més properes.